# Café de la Rotonde

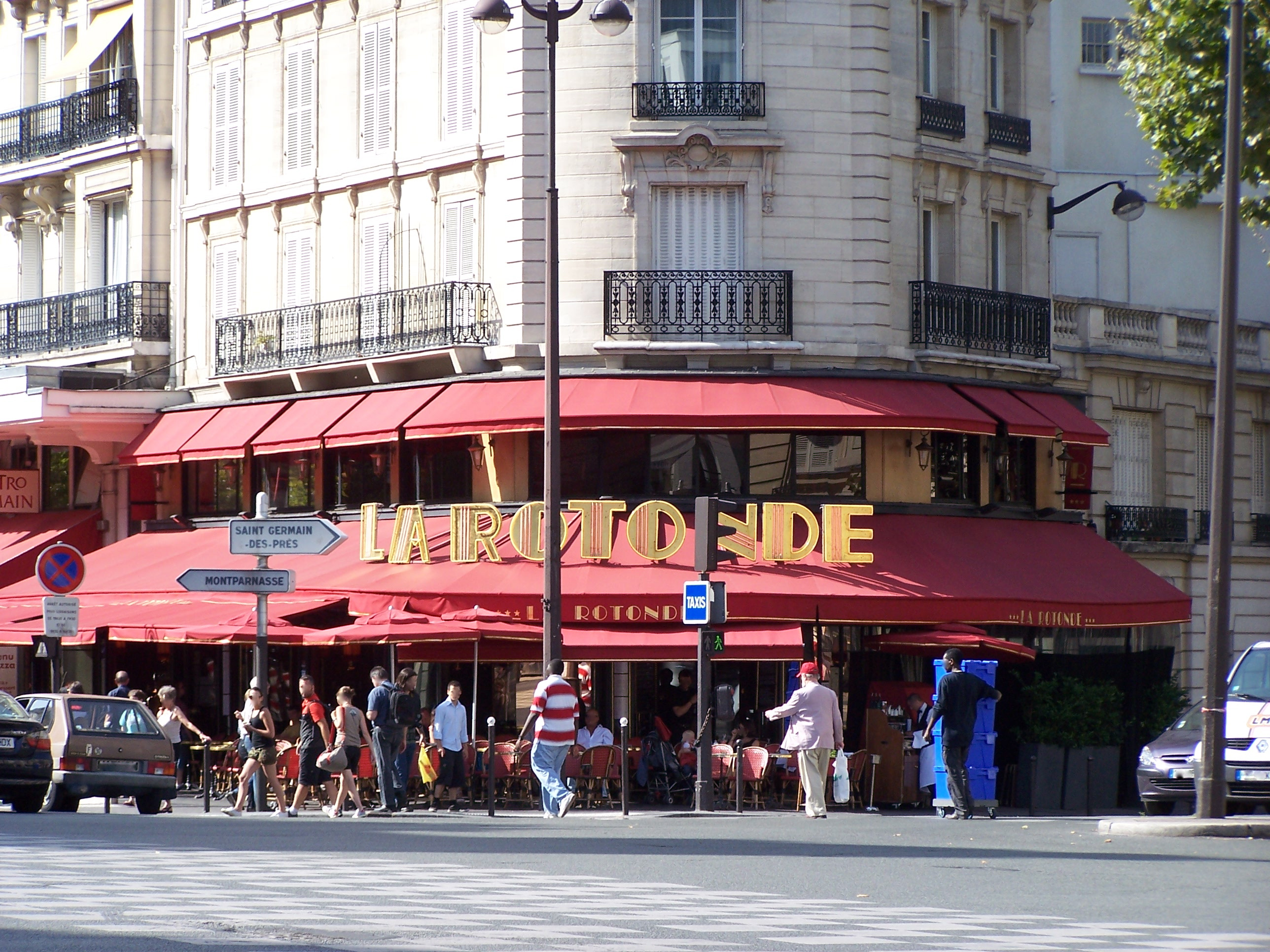
La Rotonde en 2011.

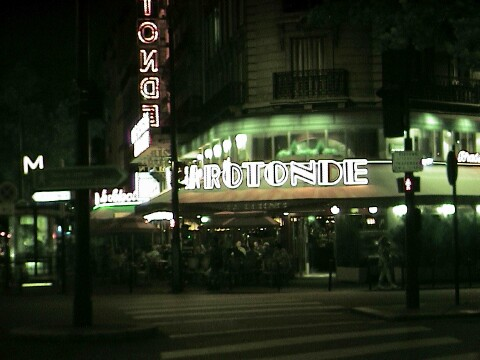
La Rotonde de noche, 2002

El Café de la Rotonde (pronunciación en francés: /kafe də la ʁɔtɔ̃d/) es una famosa cafetería en el Barrio de Montparnasse de París, Francia. En su página web oficial, La Rotonde se define a sí misma como una "brasserie" y un restaurante. Situado en el Carrefour de Vavin, en la esquina de Boulevard du Montparnasse y el Boulevard Raspail, fue fundada por Víctor Libion en 1911. Junto con Le Dome y La Coupole fue un reconocido lugar de reunión de intelectuales, artistas y escritores durante el período de entreguerras.

## Historia
A diferencia de muchos de los establecimientos en el barrio de Montparnasse, La Rotonde ha conservado mucho de su encanto bohemio y sigue en funcionamiento a día de hoy como un lugar popular para la Intelectualidad Parisina.
La vida en el café fue representada por varios de los artistas y escritores que lo frecuentaban, incluidos Diego Rivera, Federico Cantú, Ilya Ehrenburg, y Tsuguharu Foujita, que representó una pelea en la cafetería en su aguafuerte A la Rotonde de 1925. Más tarde la versión de 1927 versión, Le Café de la Rotonde, fue parte de los Tableaux de Paris de 1929.
Picasso retrató a dos comensales en el café en su pintura , En el café de la Rotonde , en 1901; como lo hizo el artista ruso Alexandre Jacovleff, también conocido como Alexander Yevgenievich Yakovlev, con un título igual En el Café de la Rotonde.
En la noche de la primera vuelta de las elecciones presidencial francesa de 2017, Emmanuel Macron y los miembros de su equipo celebraron el resultado en La Rotonde, la reunión fue criticada como prematura y complaciente, vista como una reminiscencia de la celebración postelectoral de Nicolas Sarkozy en el Fouquet's en 2007.